# Írország a 2014. évi téli olimpiai játékokon
Írország az oroszországi Szocsiban megrendezett 2014. évi téli olimpiai játékok egyik részt vevő nemzete volt. Az országot az olimpián 4 sportágban 5 sportoló képviselte, akik érmet nem szereztek.

## Alpesisí
Férfi
| Versenyző  | Versenyszám      | 1. futam      | 1. futam      | 2. futam | 2. futam | Összesítés | Összesítés |
| Versenyző  | Versenyszám      | Idő           | Hely.         | Idő      | Hely.    | Idő        | Helyezés   |
| ---------- | ---------------- | ------------- | ------------- | -------- | -------- | ---------- | ---------- |
| Conor Lyne | Műlesiklás       | 1:03,58       | 74.           | 1:09,71  | 39.      | 2:13,29    | 40.        |
| Conor Lyne | Óriás-műlesiklás | nem ért célba | nem ért célba | kiesett  | kiesett  | kiesett    | kiesett    |

Női
| Versenyző     | Versenyszám      | 1. futam      | 1. futam      | 2. futam      | 2. futam      | Összesítés | Összesítés |
| Versenyző     | Versenyszám      | Idő           | Hely.         | Idő           | Hely.         | Idő        | Helyezés   |
| ------------- | ---------------- | ------------- | ------------- | ------------- | ------------- | ---------- | ---------- |
| Florence Bell | Műlesiklás       | 1:07,84       | 55.           | nem ért célba | nem ért célba | kiesett    | kiesett    |
| Florence Bell | Óriás-műlesiklás | nem ért célba | nem ért célba | kiesett       | kiesett       | kiesett    | kiesett    |

## Sífutás
Férfi
| Versenyző    | Versenyszám | Eredmény | Helyezés |
| ------------ | ----------- | -------- | -------- |
| Jan Rossiter | 15 km       | 48:44,6  | 82.      |

## Snowboard
Akrobatika
| Versenyző       | Versenyszám      | Selejtező | Selejtező | Selejtező | Elődöntő | Elődöntő | Elődöntő | Döntő    | Döntő    | Helyezés |
| Versenyző       | Versenyszám      | 1. futam  | 2. futam  | Hely.     | 1. futam | 2. futam | Hely.    | 1. futam | 2. futam | Helyezés |
| --------------- | ---------------- | --------- | --------- | --------- | -------- | -------- | -------- | -------- | -------- | -------- |
| Seamus O’Connor | Férfi halfpipe   | 66,25     | 71,50     | 8.        | 54,00    | 43,00    | 9.       | kiesett  | kiesett  | 15.      |
| Seamus O’Connor | Férfi slopestyle | 33,50     | 40,00     | 13.       | 60,75    | 70,25    | 9.       | kiesett  | kiesett  | 17.      |

## Szkeleton
| Versenyző      | Versenyszám | 1. futam | 1. futam | 2. futam | 2. futam | 3. futam | 3. futam | 4. futam | 4. futam | Összesítés | Összesítés |
| Versenyző      | Versenyszám | Idő      | Hely.    | Idő      | Hely.    | Idő      | Hely.    | Idő      | Hely.    | Idő        | Helyezés   |
| -------------- | ----------- | -------- | -------- | -------- | -------- | -------- | -------- | -------- | -------- | ---------- | ---------- |
| Sean Greenwood | Férfi       | 57,99    | 21.      | 1:05,11  | 27.      | 58,22    | =23.     | kiesett  | kiesett  | 2:54,75    | 23.        |